# Locustella fluviatilis

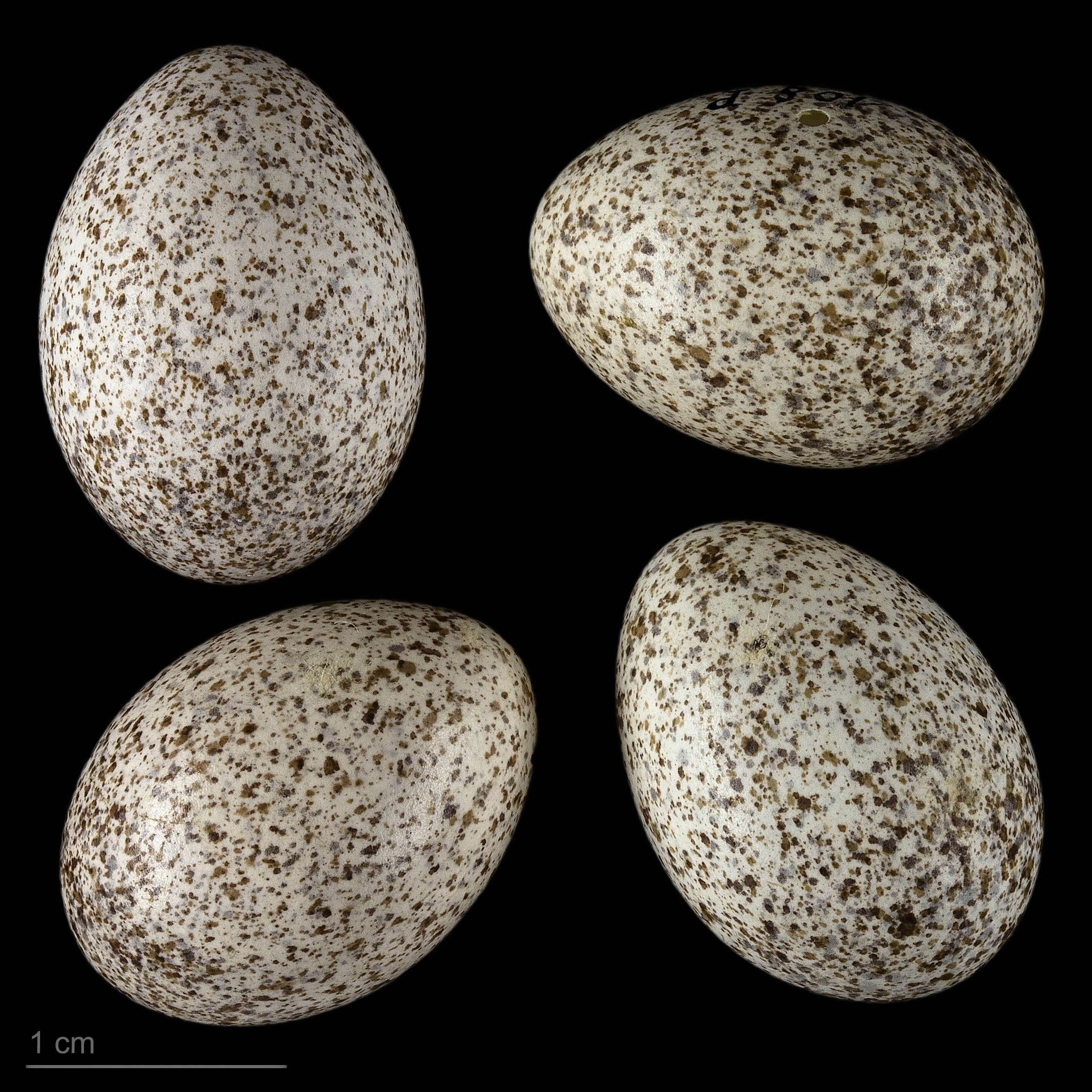
Locustella fluviatilis - MHNT

La buscarla fluvial (Locustella fluviatilis) es una especie de ave paseriforme de la familia Locustellidae que vive en Eurasia y África.

## Descripción
La buscarla fluvial mide alrededor de 15 cm de largo. Su pico es fino y puntiagudo y su cola larga. Sus partes superiores son de color pardo grisáceo y lisas, mientras que sus partes inferiores son blanquecinas, con el pecho veteado en pardo grisáceo y las coberteras inferiores de la cola también pardas con las puntas blancas, dándole un aspecto escamado a la zona. Suele presentar una lista superciliar clara difusa. Los dos sexos tienen un aspecto similar, y los juveniles tienen las partes inferiores más amarillentas. 
Algunos individuos presentan un escamado bajo la cola menos evidente, al tener las listas blancas de las puntas de las coberteras más anchas, con lo que tienen un aspecto más parecido a la buscarla unicolor, aunque esta no tiene el pecho veteado y la coloración de sus partes superiores es más verdosa.
Su canto es un chirrido rápido y monótono similar al de las cigarras, con frecuencia emitido al anochecer y en series largas.

## Distribución y hábitat
Es un pájaro migratorio que cría en Europa Central y Oriental y el oeste de Asia y viaja al sureste de África para pasar el invierno. Aunque existen algunas poblaciones que se reproducen en el noreste de África. En Europa Occidental es un divagante raro.
Suele vivir en los bosques caducifolios cercanos al agua, alrededor de los pantanos o ríos. 

## Comportamiento
Se alimenta de insectos. Anida en el suelo entre la vegetación densa donde suele poner entre 5-7 huevos. 
Es una especie esquiva y difícil de ver, salvo cuando canta. Suele esconderse entre la hierba y los matorrales bajos. 